# Ocnus

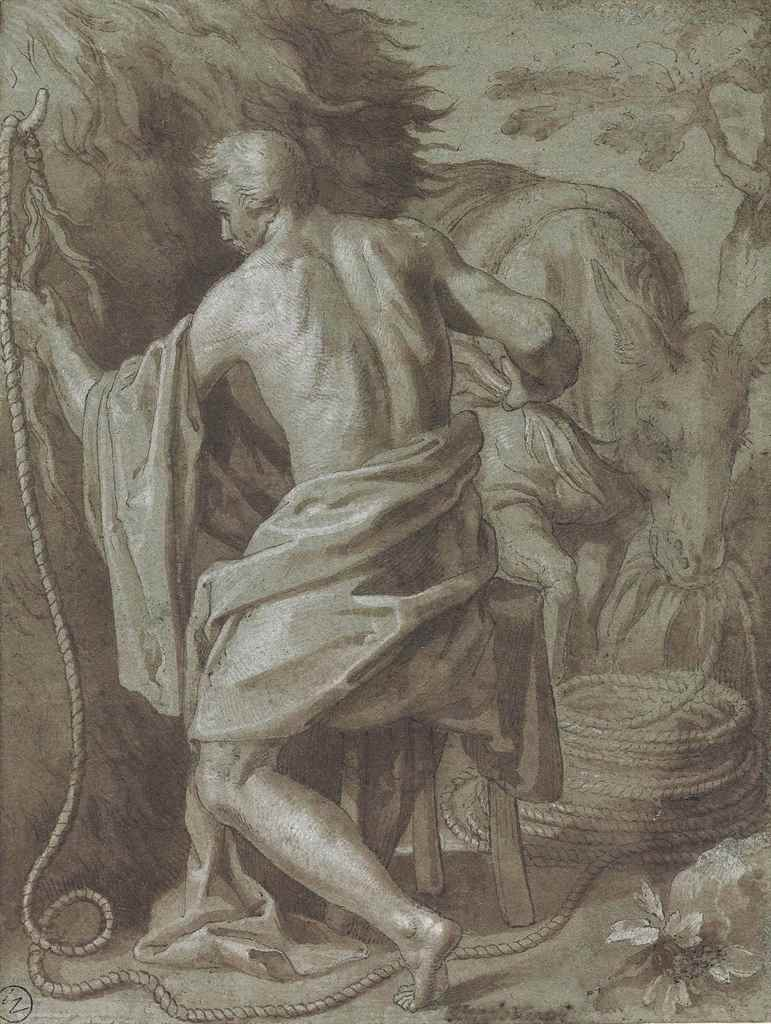
Ocnus, gravură de J. Ligozzi (circa 1547-circa 1627).

În mitologia greacă  și romană, Ocnus (în greacă `Οκνος, în latină Ocnus, iar în italiană Ocno), cunoscut uneori și sub numele de Bianor, era fiul zeului Tiberinus și al vrăjitoarei Manto. Potrivit lui Virgiliu, a fost fondatorul și primul rege al Mantovei:  el apare printre aliații etrusci ai lui Aeneas în războiul împotriva rutulilor:
În română : „Ocnus dincolo zorește-nglodirea din țara străbună,
Tânăr din Manto vrăjita născut și din râul toscanic,
Carele, Mantua, ziduri ți-a dat și numene-al mamei: [...]”Vergilius, Eneida 
În latină : „Ille etiam patriis agmen ciet Ocnus ab oris,
fatidicae Mantus et Tusci filius amnis,
qui muros matrisque dedit tibi, Mantua, nomen [...]”Aeneis/Liber X 